# Malaguín
Malaguín, es una localidad rural chileno ubicada en la Provincia del Huasco, Región de Atacama. De acuerdo a su población es una entidad que tiene el rango de  caserío. Se encuentra localizada al interior del Valle de El Tránsito junto al río Conay y muy próximo a los poblados de Conay y Juntas de Valeriano en el curso superior del Río El Tránsito.

## Historia
Los antecedentes históricos de esta localidad son escasos. 
En Malaguín existen sitios arqueológicos con petroglifos y piedras tacitas localizadas en las proximidades del camino junto a la capilla, esto indica que este punto fue utilizado en periodos precolombinos para la realización de ceremonias y actividades por parte de los pueblos indígenas que habitaron el territorio.
Malaguín se encuentra en un camino de trasumancia hacia la cordillera de los Andes y es el punto intermedio de la actual ruta C-495 hasta Juntas de Valeriano
En 1899 esta localidad era un paraje.

Malaguín.- Paraje del departamento de Vallenar próximo al E. del punto en que se juntan los riachuelos de Conay y Chollay.
 Francisco Astaburuaga, 1899

Este asentamiento se relaciona a actividades agrícolas y de ganadería de caprinos. Actualmente en esta localidad aún se realiza la trashumancia para llevar su ganado caprino a tierras más altas durante el verano.
Unas De las familias más antigua y popular del poblado de malaguin es la Familia bordones Huanchicay esta Familia organiza fondas para las fiestas Patrias del país con Grupos Musicales.
En 1978 la familia de Nolberto Huanchicay, junto con los vecinos empezaron a celebrar sin sacerdote la Fiesta de la Cruz de Mayo, debido a que propietario anterior, don Ricardo Huanchicay, había nacido y fallecido en un día 3 de mayo.  A partir del año 1984 se celebra con toda la comunidad y con la presencia del sacerdote. En el año 1986 Simón Gallo entregó un sitio para la construcción de una capilla junto a la quebrada.

## Turismo
El villorrio de Malaguín se encuentra en el camino que une a Conay y Juntas de Valeriano. Sus paisajes son especialmente bellos debido a la proximidad de las montañas y la presencia de flora nativa junto a los cursos de agua.
Los principales atractivos de esta localidad son su Capilla, ubicada junto al camino, y muy próximo sobre el montículo que llega hasta el camino se encuentra un sitio arqueológico con piedras tacitas, el cual se encuentra protegido por la Ley de Monumentos Nacionales y también por la propia comunidad de Malaguín.
La comunidad posee pequeños huertos y en su mayoría viven del ganado caprino.
En Malaguín se celebra cada 2 de mayo la Fiesta de la Santa Cruz de Mayo.

## Accesibilidad y Transporte
La localidad de Malaguín al interior del poblado de Conay. Para llegar hasta Malaguín es necesario acceder por Alto del Carmen, capital de la comuna, ubicada a 70 km al este de la ciudad de Vallenar sobre la Ruta C-495.
Existe transporte público a través de buses de rurales desde el terminar rural del Centro de Servicios de la Comuna de Alto del Carmen, ubicado en calle Marañón 1289, Vallenar. Sin embargo la frecuencia hasta este poblado es baja y depende de los recorridos que van hacia Juntas de Valeriano.
Si viaja en vehículo propio, no olvide cargar suficiente combustible en Vallenar antes de partir. No existen puntos de venta de combustible en la comuna de Alto del Carmen.
Para acceder a este punto de la comuna, es necesario considerar un tiempo mayor de viaje, debido a que la velocidad de viaje esta limitada por el diseño del camino. Se sugiere hacer una parada de descanso en el poblado de El Tránsito o en Alto del Carmen para hacer más grato su viaje.
Es necesario llegar por la Ruta C-495 hasta Conay (Ruta C-495), hasta este punto el camino es transitable durante todo el año, en esta última localidad hay que consultar a Carabineros, lo cual también puede realizar con anterioridad a su viaje. Es necesario tomar precauciones en invierno debido a las lluvias y caída de nieve. Se sugiere informarse bien de las condiciones climáticas en el invierno o en periodos que la cordillera de Atacama se afecta muy eventualmente por el invierno altiplánico.

## Alojamiento y Alimentación
En la comuna de Alto del Carmen existen pocos servicios de alojamiento formales en Alto del Carmen y en Chanchoquín Grande, se recomienda hacer una reserva con anticipación. En Conay y Malaguín no existen servicios de alojamiento.
En las proximidades no hay servicios de Camping, sin embargo se puede encontrar algunos puntos rurales con facilidades para los campistas en Conay, Chollay y Albaricoque.
Los servicios de alimentación son escasos, existiendo en Alto del Carmen, Chanchoquín Grande y en El Tránsito algunos restaurantes. En Malaguín no existen servicios de restaurantes.
En muchos poblados como en Los Tambos, Conay y Chollay hay pequeños almacenes que pueden facilitar la adquisición de productos básicos durante su visita.

## Salud, Conectividad y Seguridad
La localidad de Malaguín cuenta con servicio de electricidad.
Próximo a Malaguín, en el poblado de Conay existe un puesto fronterizo de Carabineros de Chile que controla los vehículos que suben por la ruta C-495 y una Posta Rural dependiente del Municipio de Alto del Carmen.
Al igual que muchos poblados de la comuna, Chonay cuenta con servicio de teléfonos públicos rurales, pero no existe este servicio en Malaguín. No tampoco existe señal para teléfonos celulares.
El Municipio cuenta con una red de radio VHF en toda la comuna en caso de emergencias incluidos Conay y Juntas de Valeriano.